# Еденьга
Еденьга — река в Вологодской области России.
Протекает по территории Тотемского района. Исток — на водораздельной равнине Сухонского заволочья. В нижнем течении пересекает Присухонскую низину. В 4 км ниже города Тотьмы впадает в реку Сухону в 273 км от её устья по левому берегу. Длина реки составляет 93 км. Вдоль течения реки расположены населённые пункты Пятовского сельского поселения.

## Притоки (км от устья)
- 35 км: река Идьма (лв)
- 61 км: река Пексум (лв)
- 70 км: река Комраж (лв)
- 70 км: река Чёрная (пр)

## Данные водного реестра
По данным государственного водного реестра России относится к Двинско-Печорскому бассейновому округу, водохозяйственный участок реки — Северная Двина от начала реки до впадения реки Вычегда, без рек Юг и Сухона (от истока до Кубенского гидроузла), речной подбассейн реки — Сухона. Речной бассейн реки — Северная Двина.
Код объекта в государственном водном реестре — 03020100312103000008251.